# 總序黃鵪菜
总序黄鹤菜（学名：Youngia racemifera）为菊科黄鹌菜属下的一个种。

## 扩展阅读
- 維基物種上的相關：总序黄鹤菜